# Celeborn (árbol)
Celeborn (en sindarin «Árbol de plata», de celeb [«plata»] + orn [«árbol»]) es un árbol ficticio creado por el escritor británico J. R. R. Tolkien para las obras de su legendarium. Era un árbol blanco que crecía en Tol Eressëa, la isla de los Elfos. Provenía de una semilla de Galathilion, el árbol blanco que Yavanna fabricó para los Elfos de Tirion, a imagen del plateado Telperion, uno de los Dos Árboles de Valinor. De una semilla de Celeborn, a su vez, nació en la plenitud del tiempo Nimloth, el árbol blanco de Númenor, y, a través de este, el árbol blanco que crecía en el patio del Rey de Minas Anor, en Gondor, donde fue plantado por Isildur en memoria de su hermano Anárion.